# النظام الأمني اللبناني-السوري
الجهاز الأمني اللبناني-السوري أو جهاز المخابرات السوري في لبنان، كان شبكة من ضباط المخابرات وقادة الأمن في سوريا ولبنان ويعتقد أنها كانت القوة الحاكمة الفعلية في لبنان أثناء الاحتلال السوري للبنان، والذي انتهى في عام 2005.
وقد مارس الجهاز نفوذاً كبيراً في الشؤون اللبنانية، ولعب دوراً حاسماً في التعيينات للمناصب العامة. أصبحت بلدة عنجر في البقاع، التي كانت مقر الجهاز السوري، مركز القوة في لبنان، حيث كان لمسؤولي الاستخبارات السورية مثل الجنرال غازي كنعان والجنرال رستم غزالة رأي مهم في تعيينات مجلس الوزراء، بينما كان الرئيس السوري يعين الرؤساء اللبنانيين ويمدد ولايتهم. وكانت القوات العسكرية والأمنية في لبنان تحت سيطرة حلفاء سوريا مثل الجنرال إميل لحود (قائد الجيش) والجنرال جميل السيد (نائب مدير المخابرات العسكرية).
بدأ الجهاز بالتراجع في أواخر التسعينيات عندما بدأت القوى السياسية اللبنانية تطالب الاستقلال عن سوريا. وقد تم انتهى دور الجهاز عام 2005 بعد ثورة الأرز، الانتفاضة الشعبية التي جعلت سوريا تنسحب من لبنان.

## تاريخ
تم إنشاء هذا الجهاز في أواخر سبعينيات القرن العشرين عندما تدخلت سوريا في الحرب الأهلية اللبنانية. وكان يتألف الجهاز من ضباط استخبارات السورية وعملاء لبنانيين كانوا مكلفين بالحفاظ على سيطرة سورية على لبنان.